# Liste der Rektoren der Universität Klagenfurt
Die folgende Liste verzeichnet sämtliche Rektoren und die aktuelle Rektorin der Universität Klagenfurt (1970 gegründet als Hochschule für Bildungswissenschaften) in chronologischer Reihenfolge.

## Hochschule für Bildungswissenschaften
- Walter Schöler (1970–1974)
- Peter Heintel (1974–1975)

## Universität für Bildungswissenschaften
- Peter Heintel (1975–1977)
- Josef Klingler (1977–1979)
- Günther Hödl (1979–1983)
- Hans-Joachim Bodenhöfer (1983–1987)
- Günther Hödl (1987–1989)
- Albert Berger (1989–1993)

## Universität Klagenfurt
- Willibald Dörfler (1993–1999)
- Winfried Müller (1999–2003)
- Günther Hödl (2003–2005)
- Heinrich C. Mayr (2006–2012)
- Oliver Vitouch (2012–2024)
- Ada Pellert (seit 2024)[1]